# Північний рух опору

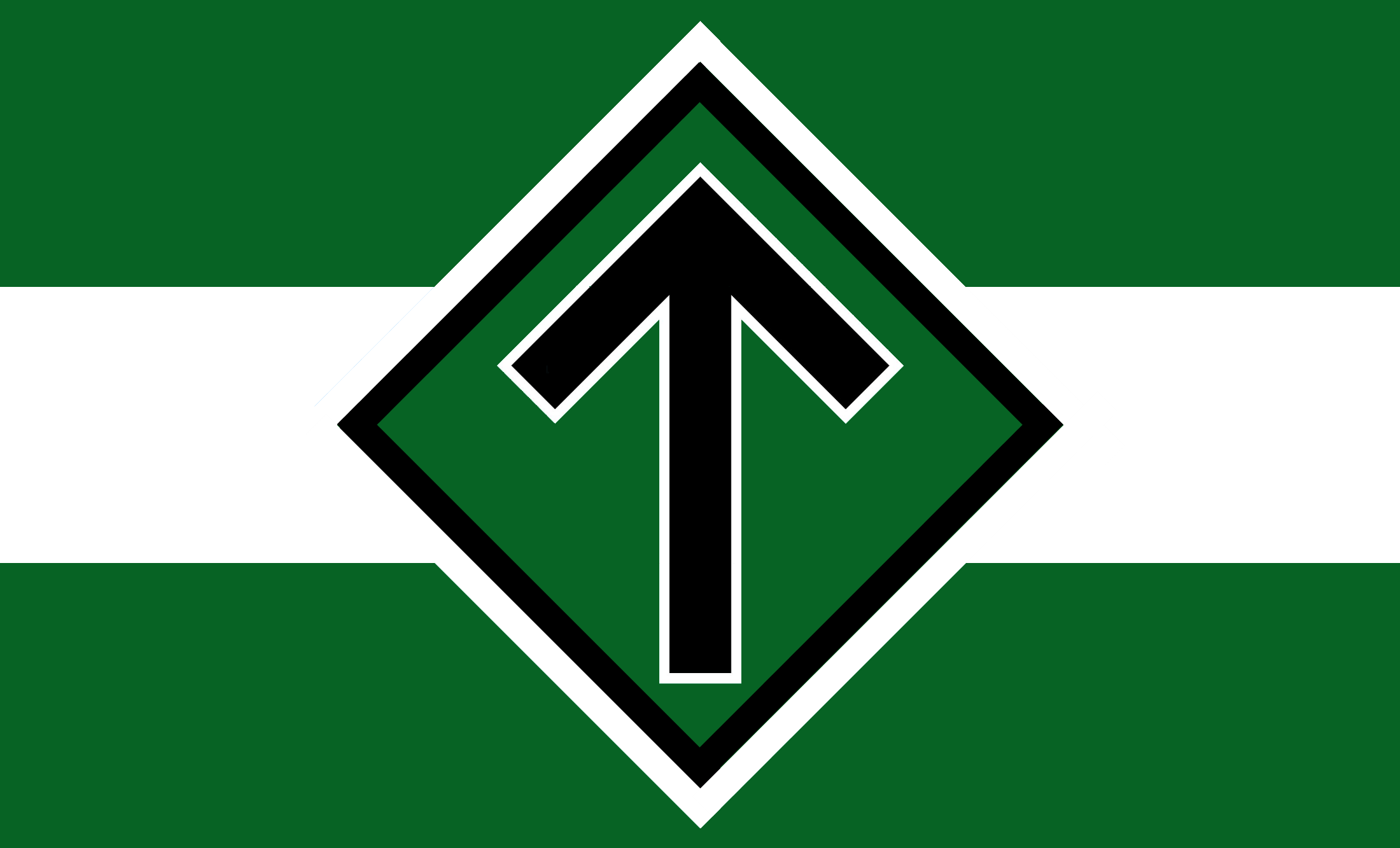
Прапор Північного Руху Опору

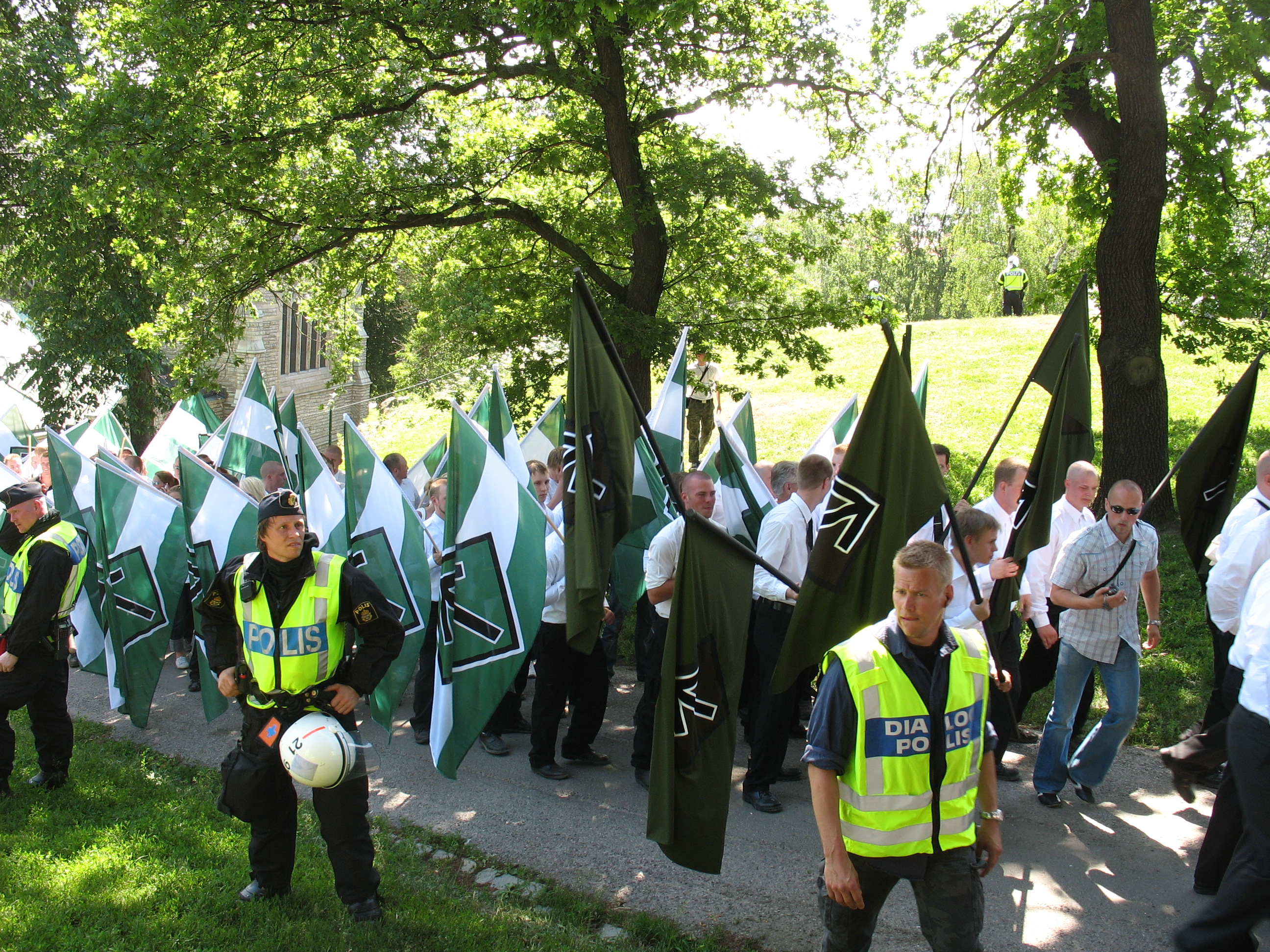
Марш руху опору на національний день Швеції в 2007 році

Північний рух опору, ПРО (швед. Nordiska motståndsrörelsen; NMR, фін. Pohjoismainen vastarintaliike; PVL, норв. Nordiske motstandsbevegelsen; NMB) — північноєвропейська паннордично неонацистська, організація і шведська партія яка ставить метою створення за допомогою революції північноєвропейської націонал-соціалістичної республіки, що складається зі Швеції, Фінляндії, Норвегії, Данії, Ісландії, і можливо також країн Балтії.
На цей час Північний рух опору включає в себе Шведський рух опору (Svenska motståndsrörelsen), Фінський рух опору (Suomen vastarintaliike), норвезький рух опору (Den norske motstandsbevegelsen) і данський рух опору (Den Danske Modstandsbevægelse).
Організація побудована на чіткій ієрархії та дисципліні. Фундатор організації Клас Лунд, відомий також тим, що стояв біля витоків організації Vitt Ariskt Motstånd (Білий арійський опір). На цей час лідером організації є Симон Ліндберг під ним рада правління, до якого входять: Еміль Хагберг (міжнародний представник і координатор керівників регіональних осередків), Фредрік Вейделанд (політтехнолог і головний редактор онлайн-газети Nordfront) і Пер Еберг (лідер політичної партії, утвореної в рамках організації).
У жовтні 2014-го було оголошено, що Шведське відділення організації створить політичну партію. Партія є «парламентським крилом» організації, а її лідер — Пер Еберг. Партію презентували 5 вересня 2015 року.
У 2017 році рух було заборонено у Фінляндії, у 2024 році було визнано терористичним у США.

## Історія
У середині 90-х з тюрми вийшли колишні члени білого арійського опору, що і послужило поштовхом для створення руху опору. У грудні 1997 року людьми з організації Nationell Ungdom (національна молодь) працівниками газети Folktribunen (народна трибуна) і колишніми членами білого арійського опору, був створений шведський рух опору.
У 2003 році об'єдналися шведська і норвезька організації, після чого рух опору у своїх висловлюваннях став трохи більше акцентувати військову тематику. У 2006 році перестало існувати молодіжне крило організації Nationell Ungdom (національна молодь). Слідом за молодіжним крилом, перестала існувати і норвезька організація, але ненадовго, у 2010 році вона знову відновила роботу, і існує донині. У 2013-му, пізніше за всіх, з'явилася данська організація. Фінське відділення з'явилося у 2006—2007 роках, але було заборонено в 2019 році. Таким чином, нині існує три відділення організації у Швеції, Норвегії та Данії, які всі разом складають єдине ціле — північний рух опору.

## Ідеологія

### Мета та методи
Шведський Рух Опору відносить себе до націонал-соціалістичної ідеології. Згідно зі шведською службою державної безпеки, мета організації — установити тоталітарне правління за допомогою революції. Організація ж сама описує це трохи інакше:

Незважаючи на те, що рух опору намагається створити державу з авторитарним урядом, в наших планах також розвиток свобод і демократії. Північноєвропейська націонал-соціалістична республіка, безсумнівно, буде державою з сильним лідером, але водночас і демократією.

Організація відкрито заявляє, що для досягнення мети буде потрібно кровопролитна боротьба:

Жодна людина не може стати членом руху опору, якщо той не готовий силою захищати себе, організацію, або своїх товаришів … Боягузам і терпілам у нас немає місця. Ніхто не уникне свого чоловічого боргу.

### Міжнародні відносини
Північний рух опору підтримує дружні відносини з рядом націоналістичних партій Європи. Так, наприклад, у лютому 2012 року, член тоді ще Шведського руху опору, Ніклас Фрост, взяв участь в марші національного фронту Угорщини. У серпні 2013 року члени ШРО взяли участь в тренуваннях проведених національним фронтом Угорщини. У лютому 2015 го члени СДС взяли участь у марші в пам'ять про Христо Лукові в Болгарії, проведеному болгарським національним рухом.

## Організація та активізм

### Організація

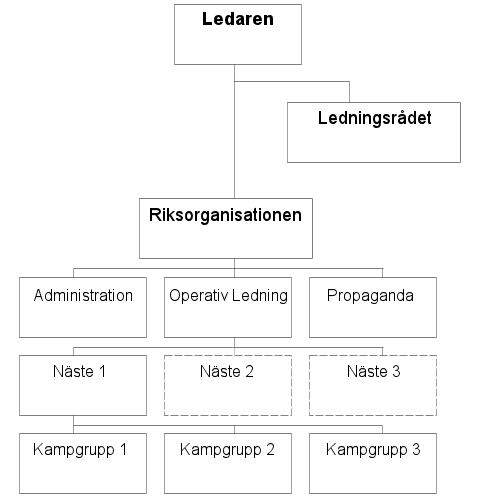
Структура організації до 2016 року.

Структура руху опору носить строго ієрархічний характер. Лідером організації є Симон Ліндберг, під ним рада правління яка складається з високопосадових членів організації.
Країна поділена на сім зон, організація називає їх «Näste» (Швед. гніздо). У кожного гнізда-області є свій керівник. Усередині гнізд-областей, є також локальні групи (Kampgrupp) у яких, своєю чергою, є свій керівник. Нерідко керівник однієї з кампгруп в області, є керівником і всієї області. Коли кількість людей в кампгрупі перевалює за 10 людей, група розділяється на дві, для області ця кількість становить 40 осіб, або коли в області утворилося 4 «кампгрупи».
- 1-ше гніздо (Уппсала лен, Стокгольм лен, Естерйотланд лен, Вестманланд лен, Еребру лен, Седерманланд лен)[19].
- 2-ге гніздо (Вестра-Йоталанд лен, Галланд лен)[20].
- 3-тє гніздо (Сконе лен, Блекінге лен)[21].
- 4-те гніздо (Ємтланд лен, Вестерноррланд лен, Євлеборґ лен)[22].
- 5-те гніздо (Даларна лен, Вермланд лен)[23].
- 6-те гніздо (Вестерботтен лен, Норрботтен лен)[24].
- 7-ме гніздо (Єнчепінг лен, Крунуберг лен, Кальмар лен, Готланд)[25].

У руху опору є широкий спектр різних спрямувань, видавництво Nationellt motstånd (національний опір) видає літературу, яка потім продається на з'їздах організації та публічних заходах. Також в організації існує допомога ув'язненим активістам «Fånghjälpen», видається газета Nationellt Motstånd (національний опір), і викладаються фільми на youtube «Motstånds media».
Раніше організація також видавала газету Folktribunen (народна трибуна).
Звукозаписна кампанія Nordland у свій час була тісно пов'язана з опором, і на початку 2000-х навіть увійшла до її складу.

### Активізм
Опір займається як внутрішньоорганізаційної, так і громадською діяльністю. До внутрішньоорганізаційної діяльності відноситься серед іншого: обов'язкове тренування бойовими мистецтвами, діяльність різного роду на природі, ідеологічна освіта. Громадський же активізм охоплює регулярні виходи на площі, демонстрації, роздачі листівок, розклеювання афішею, наклейок, і установка транспарантів, плакатів та прапорів.
Рух опору веде свою діяльність відкрито, виступає проти анонімності в рядах активістів, і закликає відкрито заявляти про свої погляди.
Варто також відзначити що в організації є різна градація членства, можна бути «stödmedlem» щось схоже співчутливими безпартійним під час комуністичної революції в Росії, «medlem» повноправний член організації і «aktivist». Зрозуміло, у різних членів організації різні права й обов'язки. Наприклад активісти повинні займатися бойовими мистецтвами і виконувати певну кількість роботи, а члени ж звільняються від активної роботи, але між тим їм не доступні знижки на продукцію, що випускається організацією, як-от, наприклад, література, одяг з символікою організації тощо. Раз на рік активісти проходять тест на фізичну силу і витривалість, куди серед іншого входить і бій проти двох суперників, в якому потрібно вистояти хвилину, і показати ази володіння бойовими мистецтвами. Якщо активіст не проходить тест, він автоматично стає членом організації.

## Книжкове видавництво «Національний опір» і онлайн-магазин
При північному опорі, є книжкове видавництво «національний опір» яке видає літературу пов'язану в першу чергу з діяльністю організації.
Основний продавець продукції й літератури в організації, є онлайн-магазин nordfront förlag, який крім продукції пов'язаної з організацією, продає також продукцію та інших видавництв, звукозаписних кампаній і фірм так чи інакше пов'язаних з тематикою націоналізму.

## Думка шведської служби держбезпеки про рух опору
На думку шведської служби державної безпеки, рух опору організація, що представляє найбільшу загрозу внутрішньої безпеки Швеції. За їхніми оцінками, шведський опір, є головною організацією в середовищі білих націоналістів у Швеції. Організація побудована на чіткій ієрархії, з явною мілітаристською тематикою. Вони також говорять про те, що на адресу членів організації не раз застосовувалися дисциплінарні заходи у зв'язку із вчиненими ними злочинами.